# المدرسة الأشرفية (المسجد الأقصى)

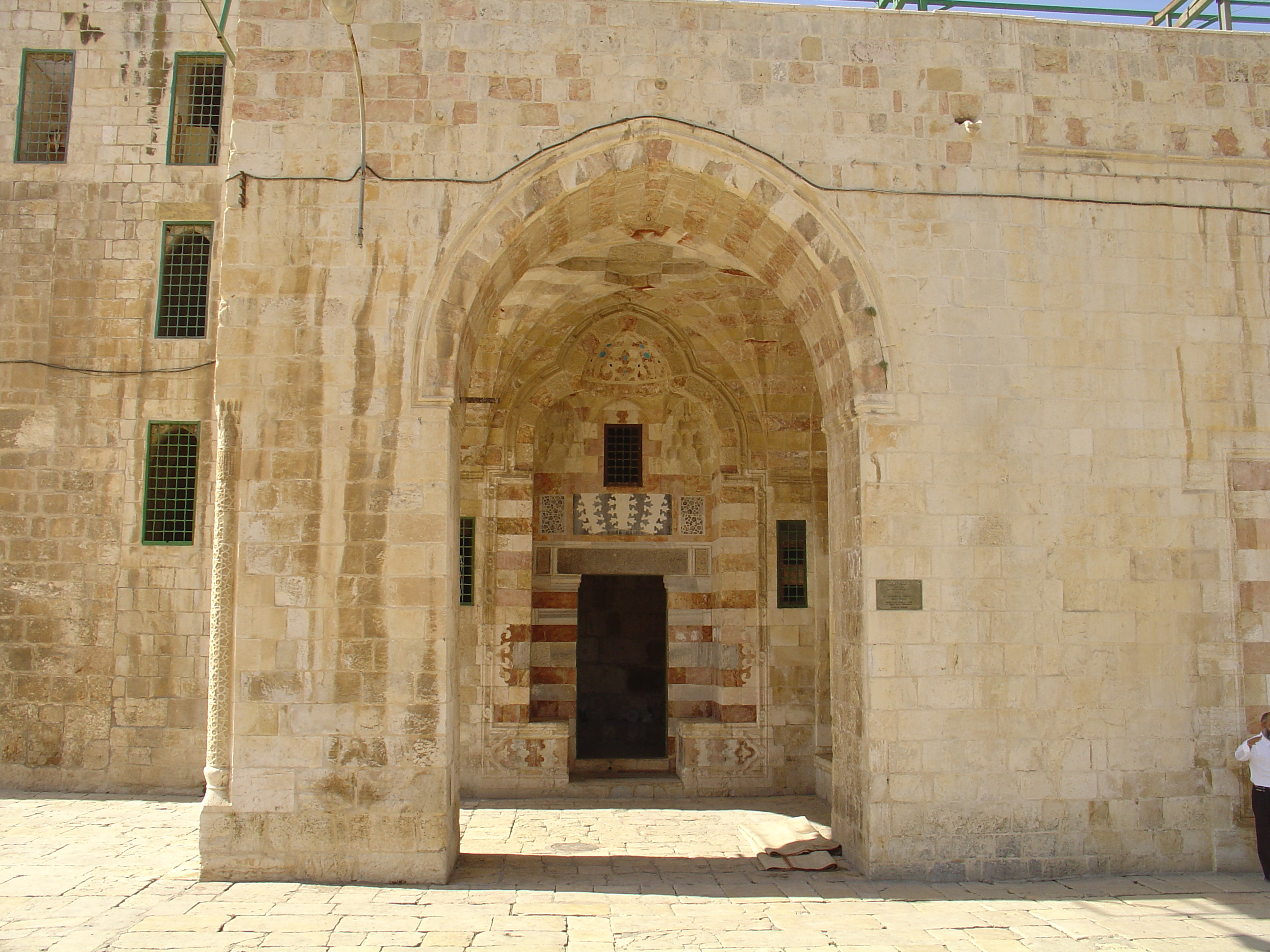
المدرسة الأشرفية

المدرسة الأشرفية في المسجد الأقصى

## أسمائها
السلطانية، ويسمونها أيضا المدرسة السلطانية والمدرسة الأشرفية، وصفها المؤرخ العربي مجير الدين الحنبلي في كتابه، «الأنس الجليل بتاريخ القدس والخليل» ب الجوهرة الثالثة للمسجد الأقصى.

## تاريخ بنائها
بناها في الأصل الأمير حسن الظاهري باسم الملك الظاهر خوشقدم (875 هـ / 1470 م) وكانت يومئذ تدعى السلطانية. ولما توفى الملك الظاهر ولم يكن بناؤها قد تم، رجا (أي الأمير حسن) الملك الأشرف قايتباي أن يتقبلها، فقبلها منه، ونسبت إليه فسماها: الأشرفية , ورتب لها مشايخ وفقهاء ومدرسين يدرسون التعاليم الصوفية.
ولما زار قايتباي القدس في سنة 880 هـ /1475 م. ورأى المدرسة لم تعجبه فأمر بهدمها، وأرسل (884هـ/1479 م) خاصكيا فهدمها، واعاد بناءها مضيفا إليه بعض العمائر، فبوشر بالبناء في 14 شعبان 885هـ/19 أكتوبر 1480 م) وانتهى في 877(سبتمبر 1482م) وقد استخدم في بناءها مهندسا نصرانيا من مهندسي القاهرة وتولى عمارتها القاضي فخر الدين بن نسيبة الخررجي، فجاءت آية في الابداع، حتى ان مجير الدين الذي وصفها ووصف قبتها قال: " أنها الجوهرة الثالثة في منطقة الحرم بعد قبة الصخرة وقبة الأقصى (المصلى القبلي)

## الموقع
تقع في الجهة الغربية من المسجد الاقصى المبارك بين المدرسة العثمانية (القدس) شمالا ومئذنة باب السلسلة (القدس) جنوبا.

## تفاصيل البناء
والمدرسة قسمان: قسم داخل المسجد الأقصى المبارك، والآخر خارجه، والذي داخله عبارة عن طابقين: الأول كان مصلى الحنابلة في المسجد الأقصى المبارك في أصله، ويستخدم جزء منه الآن كمقر لقسم المخطوطات التابع لإدارة أوقاف المسجد الأقصى المبارك. والجزء الأكبر منه هو مقر ثانوية الأقصى الشرعية للبنات، وفيها أيضا قبر الشيخ الخليلي، وبعض الأجزاء الصغيرة التي تستخدم دورا للسكن. أما الطابق الثاني فمتهدم السقف وهو مسجد المدرسة ويرجع انهدام هذا الجزء لزلزال سنة 1346هـ/ 1927.
مبنى المدرسة جميل البناء، حيث اشتملت عناصره على صفوف الحجارة المشهرة (الملونة باللونين الاحمر والابيض) وامتازت بغناها بالعناصر المعمارية والزخرفية.
وانك لتقرأ على الجدار الباقي من جدرانها الكلمات الآتية منقوشة بالنسخ المملوكي (المماليك) الجميل وبأحرف كبيرة: «أمر بإنشاء هذه المدرسة الأشرفية مولانا السلطان الملك الأشرف أبو النصر قايتباي عز نصره بتاريخ مستهل شهر ربيع الأول سنة خمس وسبعين وثمان مئة وذلك في أيام مولانا المعز الأشرف الناصري سيدي محمد الخازندار ناظر الحرمين الشريفين عظم الله شأنه»

## انظر ايضا
- العمارة المملوكية في القدس
- التعليم في فلسطين
- قائمة الجامعات والكليات الفلسطينية
- قائمة مدارس القدس
- مدرسة المعهد العربي
- دار الطفل العربي